# Maritime Pro Stock Tour
La Maritime Pro Stock Tour (ou sous l'appellation de son principal commanditaire "Parts for Trucks Pro Stock Tour") est une série de courses automobiles de type stock-car disputée dans les provinces maritimes au Canada. Fondée en 2001, elle a son siège social à Dartmouth en Nouvelle-Écosse. Elle a, en quelque sorte, pris la relève de la défunte MASCAR qui a existé de 1983 à 2000 et qui mettait en vedette le même genre de voitures et sensiblement les mêmes pilotes et circuits.
Conçue pour des voitures du type Super Late Model, la réglementation est proche de celle des courses américaines du Pro All Star Series (PASS). Il n'est d'ailleurs pas rare que des pilotes américains de cette série participent à quelques gros évènements de la Maritime Pro Stock Tour. Les deux événements phares de la saison sont le "Atlantic Cat 250" couru sur la piste du Scotia Speedworld près d'Halifax et le "IWK 250" disputé au Riverside International Speedway d'Antigonish en Nouvelle-Écosse.

## Circuits utilisés par la série Maritime Pro Stock Tour
| Années               | Pistes                           | Localisation                             | Longueur                   |
| -------------------- | -------------------------------- | ---------------------------------------- | -------------------------- |
| 2001-Présent         | Scotia Speedworld                | Enfield, Nouvelle-Écosse                 | 3/10 de mille (483 m)      |
| 2001-Présent         | Speedway 660                     | Geary, Nouveau-Brunswick                 | 1/3 de mille (536 m)       |
| 2001-Présent         | Riverside International Speedway | Antigonish, Nouvelle-Écosse              | 1/3 de mille ovale (536 m) |
| 2001-Présent         | Oyster Bed Speedway              | Oyster Bed Bridge, Île-du-Prince-Édouard | 1/4 de mille (402 m)       |
| 2011-Présent         | Petty International Raceway      | River Glade, Nouveau-Brunswick           | 1/4 de mille (402 m)       |
| 2001-2003, 2005-2006 | Centre for Speed                 | Shediac, Nouveau-Brunswick               | 4/10 de mille (644 m)      |

## Champions
- 2015 Donald Chisholm
- 2014 John Flemming
- 2013 John Flemming
- 2012 Shawn Turple
- 2011 Wayne Smith
- 2010 Shawn Tucker
- 2009 Shawn Turple
- 2008 Wayne Smith
- 2007 Shawn Tucker
- 2006 John Flemming
- 2005 Rollie MacDonald
- 2004 Shawn Tucker
- 2003 John Flemming
- 2002 John Flemming
- 2001 Wayne Smith